# Río Mula (Comarca)
Die Comarca Río Mula ist eine der zwölf Comarcas in der autonomen Gemeinschaft Murcia.
Die im Osten gelegene Comarca umfasst 4 Gemeinden auf einer Fläche von 727,80 km².

## Gemeinden
| Gemeinde         | Einwohner (2024) | Fläche km² | Dichte Einw./km² | Cod INE | Postleitzahl |
| ---------------- | ---------------- | ---------- | ---------------- | ------- | ------------ |
| Albudeite        | 1.400            | 17,02      | 82               | 30004   | 30190        |
| Campos del Río   | 2.151            | 47,29      | 45               | 30014   | 30191        |
| Mula             | 17.585           | 634,06     | 28               | 30029   | 30170        |
| Pliego           | 3.964            | 29,43      | 135              | 30032   | 30176        |
| Comarca Río Mula | 25.100           | 727,80     | 34               | –       | –            |

1. ↑  Instituto Nacional de Estadística Municipal Register of Spain